# Eparchie tulčynská
Eparchie tulčynská je eparchie ukrajinské pravoslavné církve Moskevského patriarchátu.

## Území a titul biskupa
Zahrnuje správní hranice území Beršaďského, Hajsynského, Illineckého, Lypoveckého, Nemyrivského, Orativského, Pohrebyščského, Teplyckého, Trosťaneckého, Tulčynského, Tyvrivského a Čečelnyckého rajónu Vinnycké oblasti.
Eparchiálnímu biskupovi náleží titul biskup tulčynský a braclavský.

## Historie
Roku 1921 byl zřízen tulčynský vikariát kamenecpodolské eparchie.
Samostatná eparchie byla zřízena Svatým synodem Ukrajinské pravoslavné církve roku 1994.

## Seznam biskupů

### Tulčynský vikariát kamenecpodolské eparchie
- 1921–1922 Fotij (Maňkovskyj)

### Eparchie tulčynská
- 1994–1999 Inokentij (Šestopal)
- 1999–2006 Ipolyt (Chylko)
- 2006–2024 Ionafan (Jeleckich)
- od 2024 Serhij (Anicoj)